# Romualda Hofertienė
Romualda Hofertienė (*  25. Oktober 1941 in Girkalnis, Rajongemeinde Raseiniai; † 9. Juni 2017) war eine litauische konservative Politikerin.

## Leben
Nach dem Abitur 1959 in der Mittelschule Girkalnis bei Raseiniai absolvierte sie das Diplomstudium an der Fakultät für
Mathematik am Vilniaus valstybinis pedagoginis institutas.
Von 1959 bis 1962 arbeitete sie in der Schule als Schriftführerin, und als Laborantin in der Fabrik "Trinyčiai" in Klaipėda. Von 1965 bis 1977 war sie Mathematik-Lehrerin in Raseiniai, und von 1977 bis 1990 in Klaipėda. Von 1990 bis 1996 war sie Mitglied im Seimas.
Sie war Mitglied von Sąjūdis und Tėvynės Sąjunga.